# Dicliptera elliotii
Dicliptera elliotii är en akantusväxtart som beskrevs av C. B. Cl.. Dicliptera elliotii ingår i släktet Dicliptera och familjen akantusväxter. Inga underarter finns listade i Catalogue of Life.